# ホセ・マヌエル・コペテ
ホセ・マヌエル・アリアス・コペテ（José Manuel Arias Copete、1999年10月10日 - ）は、スペイン・アンダルシア州エシハ出身のサッカー選手。バレンシアCF所属。ポジションはDF。

## クラブ経歴
アンダルシア州のエシハに生まれ、エシハ・バロンピエのカンテラで育成された。2016-17シーズンにトップチームデビューを果たし、2018年6月7日、コルドバCFのBチームを経てビジャレアルCF Cに加入した。
2021年6月17日、セグンダ・ディビシオンのSDポンフェラディーナに加入し、1年契約を結んだ。
2022年6月29日、フリーでプリメーラ・ディビシオンのRCDマジョルカへと移籍した。契約期間は4年間。
2025年7月28日、バレンシアCFに4年契約で完全移籍した。